# Saint-Germain (bande dessinée)
Pour les articles homonymes, voir Saint-Germain.
Saint-Germain est une série de bande dessinée française, une aventure de cape et d'épée imaginée et dessinée par Jean-François Bergeron et dont le scénario est écrit par Thierry Gloris, s'inspirant sur le mystérieux aventurier du XVIIIe siècle le comte de Saint-Germain. Ce premier tome est sorti dans les librairies le 21 janvier 2009, accompagné d'une jaquette, intitulée 40 ans, 40 découvertes, réversible permet de dévoiler un poster consacré à cette série.

## Approche historiographique

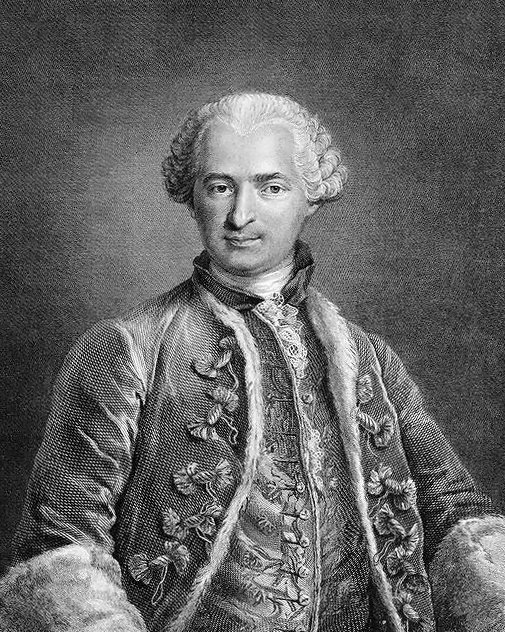
Le véritable comte de Saint-Germain qui inspira la série.

C'est peut-être en feuilletant une encyclopédie que le jeune Jean-François Bergeron découvre Maximilien Dubet de Mondou, dit Le comte de Saint-Germain. Passionné par ce personnage mystérieux du XVIIIe siècle, il se met à écrire une histoire en quelques pages, loin d'être professionnel, et met son projet dans des cartons à la fin des années 1990. Il lui faudra attendre vingt ans plus tard pour proposer finalement au scénariste Thierry Gloris de reprendre son idée.

« Thierry a découvert mon travail de dessinateur au hasard du tournant d’une page Internet en 2003 et voyant que je désirais devenir dessinateur de bande dessinée et qu’il cherchait lui aussi à percer le métier, il m’a proposé que nous collaborions. Notre échange professionnel s’est vite mué en amitié malgré les distances et plusieurs tentatives de projets plus tard, nous avons pu signer Saint-Germain chez Glénat. Donc, on peut dire que Saint-Germain est issu d’une amitié franco-québécoise et d’une volonté de travailler ensemble, Thierry et moi. »

— Jean-François Bergeron.
Alors, Thierry Gloris lit le synopsis du québécois et, tirant la substantifique moelle chère à Rabelais, commence à réécrire en pensant aux quelques films de cape et d’épée d'André Hunebelle avec Jean Marais et à la psychologie de ses personnages.

## Description

### Synopsis
Paris au XVIIIe siècle, Maximilien de Saint-Germain est un noble jouisseur et imprévisible bretteur le jour et, sous l'identité secrète, le babillard, surnom argotique de la pie, la nuit : il vole de brillantes pierres précieuses. Un curieux projet aux relents de science et d’alchimie dirigé par un certain et mystérieux Monsieur Goupil.

### Personnages
- Maximilien de Saint-Germain : De son vrai nom Maximilien Dubet de Mondou, il travaille comme agent secret pour Louis XV et poursuit en cachette ses propres objectifs. On ne sait presque rien sur ses origines et ses motivations. C'est un héros positif qui ne prend jamais à court d’humour, il préfère rire de la mort à la craindre.
- Monsieur Goupil : Vieux mentor de Saint-Germain et maitre alchimiste vivant dans l'ombre, il est riche en informations et détails sur sa vie, mais ne les démontre jamais.
- Joseph : L’esclave antillais de Saint-Germain.
- Louis XV : Le roi de France et de Navarre.
- Mathilde Lambert : Dite La marquise de Sans-soucis, la maitresse de Saint-Germain.

## Analyse
En fin octobre 2009, le second tome est terminé. Étant donné que la maquette finale est chez Glénat, l’album est pour bientôt prêt pour l’impression et s'annonce la publication le 7 janvier 2010.

## Publications en français

### Albums
- 1 Le Comte des Lumières, janvier 2009, Glénat
Scénario : Thierry Gloris - Dessin et couleurs : Jean-François Bergeron - Grafica
- 2 Le Marquis de l'Ombre, janvier 2010, Glénat
Scénario : Thierry Gloris - Dessin et couleurs : Jean-François Bergeron - Grafica

## Anecdotes
- Jean-François Bergeron est également connu sous le pseudo de Djief (Tokyo Ghost, Le Crépuscule des Dieux)